# Свиблово (станция метро)
«Сви́блово» — станция Московского метрополитена на Калужско-Рижской линии. Расположена в районе Свиблово (СВАО). Открыта 29 сентября 1978 года в составе участка «ВДНХ» — «Медведково». Колонная трёхпролётная станция мелкого заложения с одной островной платформой.

## История и происхождение названия
Станция открыта 29 сентября 1978 года в составе участка «ВДНХ» — «Медведково», после ввода в эксплуатацию которого в Московском метрополитене стало 107 станций. Название получила по историческому району Свиблово. В свою очередь, район Свиблово получил своё название от бывшего села, известного с XIV века как владение воеводы Ф. А. Свибло, сподвижника Дмитрия Донского. Фамилия воеводы произошла от древнерусского слова «свибливый» — «шепелявый, косноязычный».

## Вестибюли
Наземные вестибюли отсутствуют, вход на станцию осуществляется через подземные переходы, имеющие выходы на Снежную улицу, улицу Амундсена и проезд Русанова. Два подземных вестибюля соединены со станцией лестницами.

## Архитектура и оформление
Станция сооружена из сборных конструкций по проекту архитектора Р. И. Погребного (инженер-конструктор: Л. B. Сачкова).
Стены облицованы белым с серыми прожилками мрамором «Коелга», пол выложен чёрным и серым гранитом. Потолок поддерживается двумя рядами по 26 колонн из светлого мрамора; последние украшены декоративными вертикальными вставками из золотистого анодированного алюминия. Шаг колонн — 6,5 метра.
Со стороны северного выхода расположено смальтовое панно «Сказание о полку Игореве», а со стороны южного — «Девушки в народных одеждах». Оба панно размещены над лестницами.
В верхней части путевых стен находится фриз с 48 мозаичными изображениями (по 24 на каждой из стен), посвящёнными городам России. Половина мозаик представляет собой гербы, другая — квадратные панно (автор — Ю. К. Королёв). Гербы и панно чередуются друг с другом. Каждая из мозаик подписана литыми буквами, стилизованными под старославянскую вязь. Несмотря на проведённую в 1990—1991 годах декоммунизацию российской топонимики, название «Загорск» (Сергиев Посад) осталось нетронутым.
|        | Мозаичный герб | Мозаичное панно |        | Мозаичный герб | Мозаичное панно |
| 1 путь |                |                 | 2 путь |                |                 |

## Путевое развитие
За станцией в сторону «Медведково» расположены нестандартные соединительные ветви с депо «Свиблово»: по 1 пути последовательно идут противошёрстный и пошёрстный съезды, по 2 пути — пошёрстный съезд, противошёрстное ответвление к депо, пошёрстное ответвление к депо (также оно содержит короткий тупик) и противошёрстный съезд.
Также на перегоне расположены 2 камеры съездов, которые являются заделом под вилочное движение к отменённой станции «Лосиноостровская». От этой идеи отказались ввиду загруженности Калужско-Рижской линии.

## Наземный общественный транспорт
На этой станции можно пересесть на следующие маршруты городского пассажирского транспорта:
- Автобусы: 61, 176, 185, 195, 380, 428, 628, н6

## Станция в цифрах
- Таблица времени прохождения первого поезда через станцию[4]:

| По чётным числам                     | Будние дни | Выходные дни |
| По нечётным числам                   | Будние дни | Выходные дни |
| В сторону станции «Ботанический сад» | 05:29:00   | 05:31:00     |
| В сторону станции «Ботанический сад» | 05:30:00   | 05:31:00     |
| В сторону станции «Бабушкинская»     | 06:03:00   | 06:04:00     |
| В сторону станции «Бабушкинская»     | 06:03:00   | 06:02:00     |

## Станция в массовой культуре
- Наравне со станцией «ВДНХ» эпизодически появляется в фильме «Ночной дозор». Также у станции происходит попытка задержания одного из героев фильма — Антона Городецкого — работниками милиции.

## Галерея
- Зал станции. 30 июля 2010 года.
- Панно «Сказание о полку Игореве» над северным выходом
- Деталь настенного фриза. Название станции
- Южный выход
- Путевая стена
- Панорама станции